# Université Yonsei
L'université Yonsei (hangeul : 연세대학교 ; hanja : 延世大學校) est une université privée chrétienne située à Séoul, en Corée du Sud. Elle fait partie des universités SKY. Cet acronyme vient des initiales des trois plus prestigieuses universités du pays avec l'université nationale de Séoul (S) et l'université de Corée (K), et Yonsei (Y).
L'université a été créée en janvier 1957 par la fusion du collège Yonhi (hangeul : 연희전문학교 ; hanja : 延禧專門學校) et du Severance Union Medical College (hangeul : 세브란스 의과대학 ; hanja : 세브란스 醫科大學). Cette fusion était le résultat d'une coopération bilatérale durable entre les collèges qui a débuté dans les années 1920. Ces institutions furent les premières du genre en Corée. Le Yonhi College fut l'un des premiers collèges modernes, fondé sous le nom de Chosun Christian College (조선기독교대학 ; 朝鮮基督教大學) en mars 1915. Severance a ses origines dans le premier centre médical moderne en Corée, Gwanghyewon (광혜원 廣惠院, Maison de la Grâce Étendue), fondé en avril 1885. En hommage, le nom "Yonsei" a été dérivé des premières syllabes des noms de ses deux institutions parentes, "Yon; 연; 延" de Yonhi College et "Sei; 세; 世" de Severance Union Medical College. Elle est située dans l'arrondissement Seodaemun.
En avril 2024, le corps étudiant est composé de 26 525 étudiants de Bachelor, 9 726 étudiants de Master, 3 998 doctorants, 7 094 membres du corps professoral, 1 493 membres du personnel et 381 418 anciens élèves. Yonsei exploite son campus principal à Séoul et propose des programmes de troisième cycle, de post-graduation et de doctorat en coréen et en anglais.

## Historique
L'histoire de l'université commence en 1885 avec la création du premier hôpital de type occidental en Corée, le Gwanghyewon par un missionnaire américain, le docteur Horace Allen. L'hôpital accueille dès l'année suivante une première classe de 16 élèves de ce qui deviendra l'école de médecine Severance Medical College and Hospital.
L'autre composante de l'université est créée en 1915, par un autre missionnaire américain, H. G. Underwood, sous le nom de Chosun Christian College (université chrétienne Chosun). L'école est rebaptisée en 1917 Yonhi College, puis devient en 1946, l'Université Yonhi.
En 1957, le Severance Medical College and Hospital et l'université Yonhi fusionnent pour former l'université Yonsei. Aujourd'hui, le campus de l'université Yonsei se situe à Séoul et dispose d'annexes à Wonju, Gangwon.
L'université a pour emblème un aigle depuis 1885. Elle a également pour slogan « The truth will make you free », littéralement « La vérité te rendra libre ».

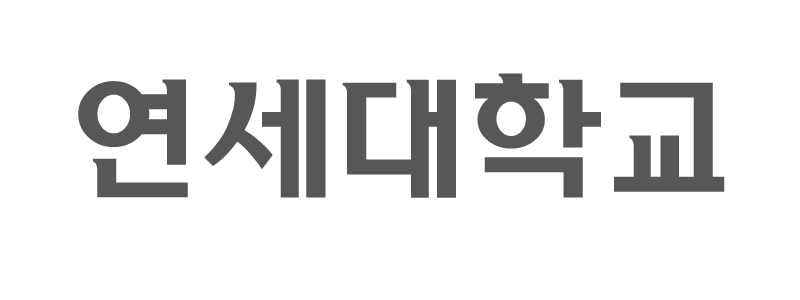
Emblème de Université Yonsei.

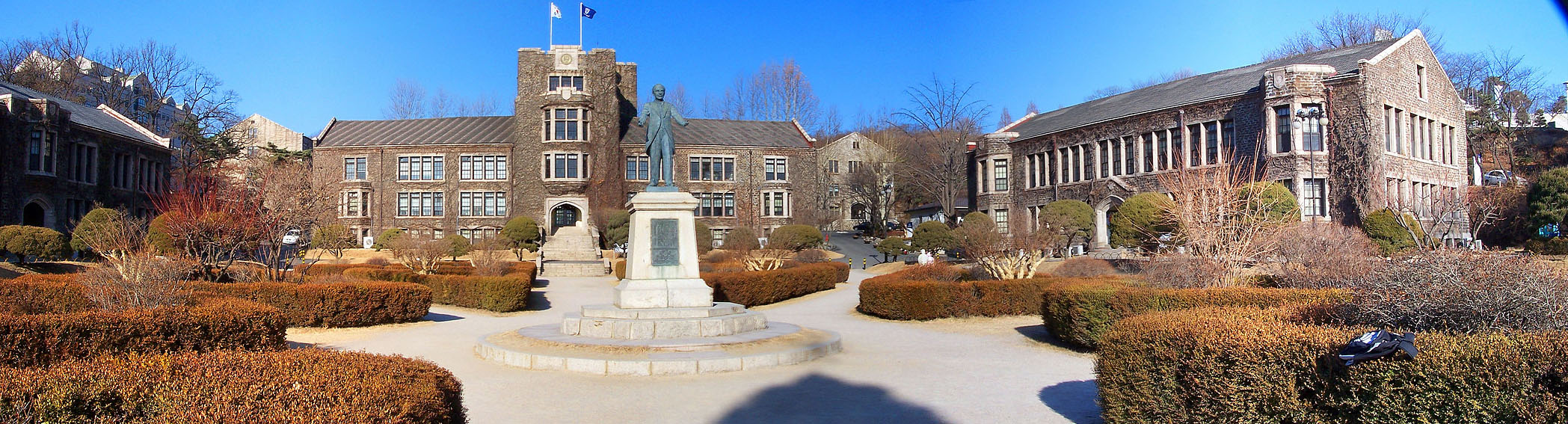
Vue panoramique.

## Académique

### Réputation
L'université Yonsei est l'une des écoles nommées « SKY » en Corée du Sud. L'acronyme vient des initiales des trois plus prestigieuses universités du pays : université nationale de Séoul (S), Korea University (K), et Yonsei (Y). La sélection à l'entrée de ces universités est telle qu'en être diplômé est considéré comme un passeport pour le succès dans la société sud-coréenne.

### Classement

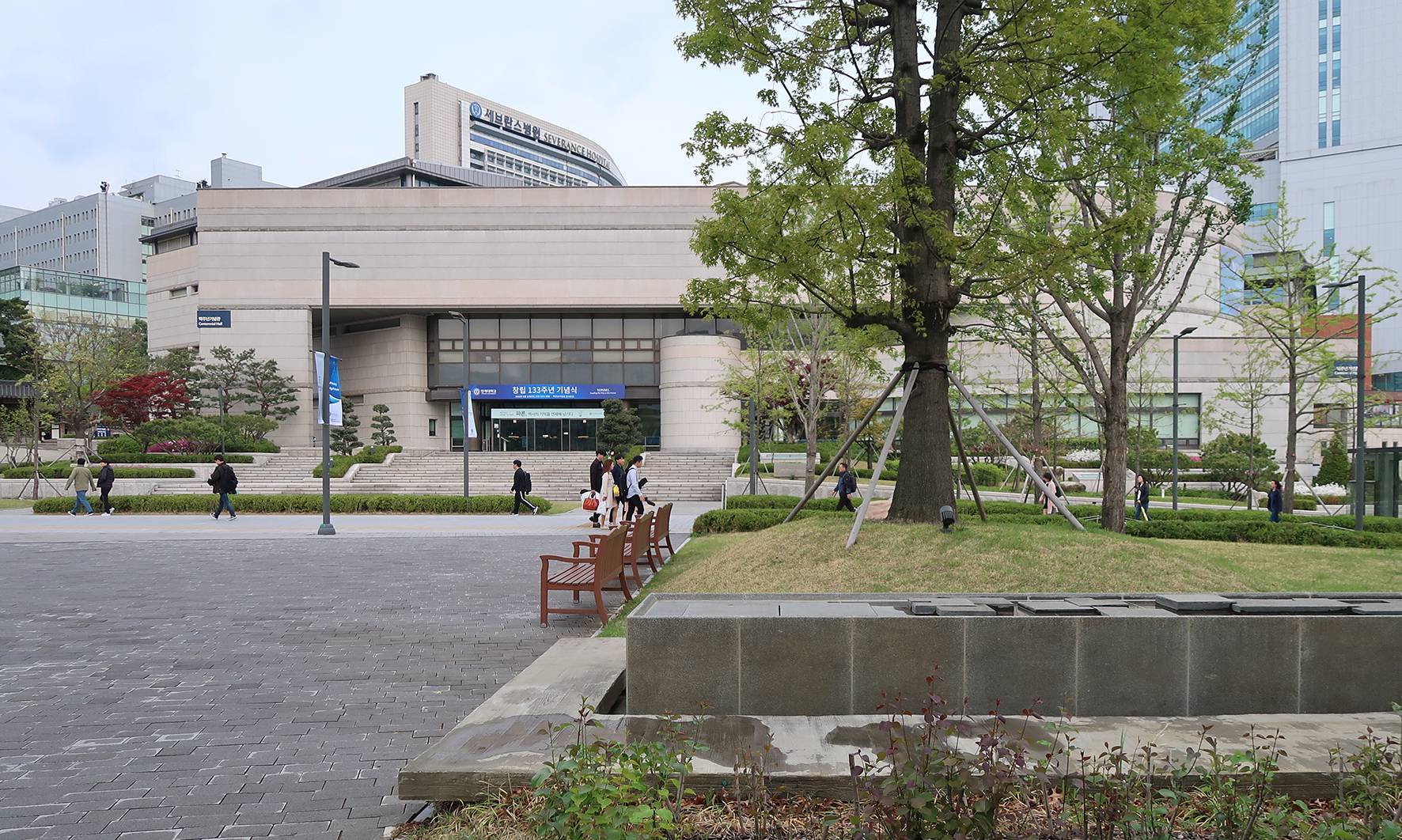
Le musée de l'université Yonsei se trouve au rez-de-chaussée du Centennial Hall. Vue sur l'entrée depuis l'allée centrale, principale. Il est riche, entre autres, de pièces d'archéologie préhistorique.

#### International
| Année | Place au classement QS | Place au classement du Times Higher Education |
| ----- | ---------------------- | --------------------------------------------- |
| 2024  | 76                     | 76                                            |
| 2023  | 73                     | 78                                            |
| 2022  | 79                     | 151                                           |
| 2021  | 85                     | 187                                           |

#### Asie
| Année | Place au classement QS | Place au classement du Times Higher Education |
| ----- | ---------------------- | --------------------------------------------- |
| 2023  | 6                      | 13                                            |
| 2022  | 9                      | 21                                            |
| 2021  | -                      | 24                                            |

### Composantes

#### Faculté de premier cycle
- Faculté des arts libéraux
- Faculté de commerce et d'économie
- School of Business
- Faculté de science
- Faculté d'ingénierie
- Faculté de sciences de la vie et biotechnologie
- Faculté d'informatique
- Faculté de théologie
- Faculté de sciences sociales
- Faculté de musique
- Faculté d'écologie
- Faculté de pédagogie
- University College
- Underwood International College
- Faculté de médecine
- Faculté de dentisterie
- Faculté de soin infirmier
- Faculté de pharmacologie
- Global Leaders College

#### Faculté de cycle supérieur
- Graduate School (Campus de Sinchon/campus international)
- United Graduate School of Theology
- Graduate School of International Studies
- Graduate School of Information
- Graduate School of Communication and Arts
- Graduate School of Social Welfare
- Graduate School of Business Administration
- Graduate School of Education
- Graduate School of Public Administration
- Graduate School of Engineering
- Graduate School of Journalism and Mass Communication
- Graduate School of Law
- Graduate School of Human Environmental Sciences
- Graduate School of Economics
- Law School
- Graduate School of Health and Environment

#### Severance Hospital
- Severance Hospital (Sinchon)
- Gangnam Severance Hospital
- Yongin Severance Hospital
- Songdo Severance Hospital (en construction)

#### Programmes internationaux
- Yonsei International Summer School (YISS)

L'école d'été internationale a débuté en 1985 et accueille environ 1300 étudiants de 30 pays de fin juin à début aout.
- Winter Abroad at Yonsei (WAY)

Le programme d'hiver, débuté en 2013, est relativement récent. Il consiste en deux sessions séparées, durant 3 semaines et commençant fin décembre.
- Study Abroad at Yonsei (SAY)

Le programme d'échange permet aux étudiants étrangers de rejoindre l'université Yonsei pour un semestre ou un an.

## Personnalités liées à l'université

### Enseignants
- Pak Tu-jin (박두진) : Poète, lauréat du premier prix Jeong Ji-yong
- Ma Kwang-soo (마광수) : Écrivain, poète et essayiste

### Anciens élèves

#### Business
- Koo Bon-moo (구본무) : Ancien président du groupe LG
- Kim Woo-choong (김우중) : Fondateur et président-directeur général du groupe Daewoo
- Baek Jong-won (백종원) : Président-directeur général du The Born Group
- Suh Kyung-bae (서경배) : Président de Amore Pacific
- Song Ja (송자) : Ancien président de l'université Yonsei et actuel président-directeur général de Daekyo
- Chung Mong-hun (정몽헌) : Ancien président du groupe Hyundai
- Lee Boo-jin (이부진) : Présidente-directrice générale de l'Hôtel Shilla (groupe Samsung)
- Sang-Beom Han (한상범) : Président-directeur général de LG Display
- Jung Suk Koh (고정석) : Président-directeur général de Samsung C&T Corporation

#### Littérature et arts
- Yun Dong-ju (윤동주) : Poète et activiste du mouvement d'indépendance coréen
- Gi Hyeong-do (기형도) : Poète
- Stephen Revere : Personnalité publique et rédacteur en chef de magazine
- Eun Hee-kyung (은희경) : Écrivaine
- Kim Yu-jong (김유정) : Romancier, poète
- Jang Cheol-mun (장철문) : Poète
- Han Kang (한강) : Écrivaine, lauréate du prix international Booker en 2016 avec son roman La Végétarienne
- Choi In-ho (최인호) : Écrivain
- Yun Humyong (윤후명) : Poète, écrivain et critique
- Gong Ji-young (공지영) : Écrivaine
- Choi Jae-hoon (최제훈) : Écrivain
- Park Hyeon-wook (박현욱) : Écrivain

#### Gouvernement, politique et service public
- Han Seung-soo (한승수) : Ancient président de l'Assemblée générale des Nations unies et ancien premier ministre de la Corée du Sud
- Kang Kyung-wha (강경화) : Ancienne ministre de Corée du Sud

#### Universitaire
- T. K. Seung : Philosophe, critique et professeur de philosophie à l'université du Texas à Austin
- Dean L. Hubbard : président de l'université d'État du nord-ouest du Missouri
- Jeong Han Kim (김정한) : Mathématicien, lauréat du Prix Fulkerson en 1997
- Yong Pil Rhee (이용필) : Politologue et professeur à l'université nationale de Séoul
- Sung-Mo Kang (강성모) : Président de l'institut supérieur coréen des sciences et technologies (KAIST)
- Eui-Cheol Shin (신의철) : Immunologiste, chercheur et professeur à l'institut supérieur coréen des sciences et technologies
- Marvin Chun : Doyen de l'université Yale
- Won W. Lee, professeur de religion et d'études asiatiques au Calvin College.

#### Sport
- Huh Jung-moo (허정무) : Ancien joueur et ancien entraîneur de l'équipe de Corée du Sud de football
- Jiyai Shin (신지애) : Golfeuse
- Chun Lee-kyung (전이경) : Patineuse de vitesse sur piste courte et membre du Comité International Olympique, détenant 4 médailles d'or aux jeux olympiques d'hiver
- Choi Dong-won (최동원) : Ancien joueur de baseball au poste de lanceur
- Lee Sang-min (이상민) : Joueur et entraîneur de basketball
- Lee Yu-bin (이유빈) : Patineuse de vitesse sur piste courte
- Kim Yong-dae (김용대) : Gardien pour l'équipe de Corée du Sud de football et le FC Seoul
- Park Chul-soon (박철순) : Ancien joueur de baseball au poste de lanceur
- Chang Woe-ryong (장외룡) : Coach de football et ancien joueur de l'équipe de Corée du Sud
- Ryu So-yeon (유소연) : Golfeuse, gagnante de l'US Open féminin en 2011
- Son Yeon-jae (손연재) : Gymnaste rythmique, première coréenne à participer à une finale olympique et première coréenne à remporter une médaille lors des championnats du monde
- Choi Min-jeong (최민정) : Patineuse de vitesse sur piste courte, détenant 3 médailles d'or aux jeux olympiques d'hiver et 16 médailles d'or aux championnats du monde
- Seo Jang Hoon (서장훈) : Joueur de basketball
- Shin Dong-pa (신동파) : Joueur et entraîneur de basketball
- Heo Ung (허웅) : Joueur de basketball
- Heo Hoon (허훈) : Joueur de basketball
- Kim Min-jae (김민재) : Footballeur international qui évolue au poste de défenseur central au Bayern Munich
- Hwang Ui-jo (황의조) : Footballeur international qui évolue au poste d'attaquant à Norwich City

#### Divertissement
- Ahn Jae-wook (안재욱) : Acteur et chanteur
- Ahn Ji-hyun (안지현) : Actrice
- Ahn Nae-sang (안내상) : Acteur
- Bae Chang-ho (배창호) : Réalisateur et scénariste
- Bae Da-hae (배다해) : Chanteuse
- Bong Joon-ho (봉준호) : Réalisateur, homme politique, scénariste et producteur de télévision, lauréat de la Palme d'or au Festival de Cannes 2019
- Choi Song-hyun (최송현) : Actrice
- Go Joo-won (고주원) : Acteur
- Han Jae-suk (한상우) : Acteur
- Han Jin-hee (한진희) : Acteur
- Choi Soo-jin (최수진) ou Horan : Chanteuse du groupe Clazziquai et actrice
- Hur Jin-ho (허진호) : Réalisateur et scénariste
- Im Sang-soo (임상수) : Réalisateur et scénariste
- Jun Hyun-moo (전현무) : Animateur de télévision
- Kim Dong-ryool (김동률) : Chanteur, compositeur et animateur de télévision
- Kim Sung-kyung (김성경) : Actrice
- Kim Yong-gun (김용건) : Acteur
- Lee Ah-hyun (이아현) : Actrice
- Lee Sung-gang (이성강) : Réalisateur et scénariste de films d'animation
- Lu Han (나영석) : Chanteur, acteur, danseur et mannequin
- Na Un-Gyu (나운규) : Acteur, réalisateur et scénariste
- Na Young-seok (나영석) : Réalisateur et scénariste
- Nam Hye-seung (남혜승) : Compositrice et musicienne
- Oh Sang-jin (오상진) : Présentateur de journal et acteur
- Park Gyu-young (박규영) : Actrice
- Park Heung-shik (박흥식) : Réalisateur et scénariste
- Park Jin-hee (박진희) : Actrice
- Park Jin-young (박진영) : Auteur-compositeur, réalisateur artistique, fondateur et actuel directeur artistique du label JYP Entertainment, considéré comme étant l'une des plus grandes maison de disques de Corée du Sud
- Park Romi (박로미) : Actrice, seiyū et chanteuse
- Park Sae-byul (박새별) : Chanteuse
- Shin Hyun-joon (신현준) : Acteur
- Song Ok-sook (송옥숙) : Actrice
- Woo Hyun (우현) : Acteur
- Yoo Yoonjin (유윤진) ou Jinnytty : Streameuse sur la plateforme Twitch
- Yoon Jong-shin (윤종신) : Acteur, animateur de télévision et animateur de radio